# Estatua de la Santísima Trinidad
La Estatua de la Santísima Trinidad (en rumano: Statuia Sfintei Treimi) es un obelisco en la localidad de Şimleu Silvaniei, en el país europeo de Rumania.
El monumento fue inaugurado en 1772 como una señal de gratitud por evitar la peste en la localidad que afectaba a la región. La plaga de Rusia de 1770 a 1772 se cobró decenas de miles de vidas. La Estatua de la Santísima Trinidad nunca se movió de su lugar original. Este monumento histórico fue renovado en 2010.